# 小行星8950
小行星8950（英語：8950）是一颗围绕太阳公转的小行星。1997年3月15日，北京天文台施密特CCD小行星计划在兴隆发现了此天体。
这颗小行星的绝对星等为60.13963993281173等。